# Randy California
Randy California (nome d'arte di Randy Craig Wolfe; Los Angeles, 20 febbraio 1951 – Molokai, 2 gennaio 1997) è stato un chitarrista e cantante statunitense rock/blues, leader del gruppo musicale Spirit.

## Biografia
Inizia a suonare la chitarra giovanissimo dimostrando subito un notevole talento.

### L'incontro con Hendrix
All'età di 15 anni, entrando in un negozio di strumenti musicali di New York, incontra Jimi Hendrix che stava provando una Fender Stratocaster nel retro e che acconsente alla richiesta del giovane Randy di fargli ascoltare alcune frasi in stile slide. Tra i due chitarristi scocca così una scintilla artistica e nasce una buona amicizia, tanto che Hendrix lo invita a suonare nella sua band Jimmy James & the Blue Flames, che a quel tempo si esibiva al Cafe Wha?.
Questa collaborazione influenzerà notevolmente lo stile di Randy Wolfe, il cui nomignolo "California" pare gli sia stato attribuito proprio da Hendrix per non confonderlo con il bassista della band (Randy Palmer, a sua volta detto "Texas"). La collaborazione si interromperà nel 1966, allorché un Randy troppo giovane non otterrà dai genitori il permesso di seguire Hendrix in partenza per l'Inghilterra, dove con l'aiuto di Chas Chandler darà vita agli Experience.

### Spirit
Randy forma allora una band tutta sua gli Spirit con il patrigno Ed Cassidy, batterista di formazione jazz, Mark Andes voce e basso, Jay Ferguson tastiere e voce, e John Locke sempre tastiere. Lo stile un misto di musica psichedelica, blues e hard rock, si univa con una vena melodica arpeggiata di derivazione folk. L'esordio con l'album omonimo del 1968 sarà seguito da The Family That Plays Together e Clear del 1969. Nel 1970 esce Twelve Dreams of Dr Sardonicous.

### La scomparsa
Il 2 gennaio 1997, mentre si trova con la famiglia alle Hawaii, luogo d'origine di sua madre Berenice Pearl, Randy California muore prematuramente, annegando nelle acque dell'Oceano Pacifico, risucchiato da una forte corrente di risacca nel tentativo (peraltro riuscito) di salvare la vita al figlio dodicenne. Il suo corpo non fu mai ritrovato.

## Discografia

### Album
- Spirit 1968
- The Family That Plays Together 1969
- Clear 1969
- Twelve Dreams of Dr Sardonicous 1970